# Indigo Music
Indigo Music (tiếng Hàn: 인디고뮤직) là một hãng thu âm Hip-hop Hàn Quốc được thành lập vào tháng 4 năm 2017 bởi rapper Swings. Trụ sở chính của label tại Seoul, Hàn Quốc.

## Lịch sử
Indigo là một là một hãng thu âm Hip-hop Hàn Quốc được thành lập bởi Swings vào tháng 4 năm 2017. Label là một hãng thu âm độc lập, nhưng mọi người thường lầm thành Indigo Music là công ty con của Just Music.
Sau khi thành lập, ngày 21 tháng 4 năm 2017, label thông báo ký hợp đồng với quán quân High School Rapper, Young B (YANGHONGWON) và rapper Kid Milli.Vào ngày 8 tháng 8 cùng năm, Indigo thông báo ký hợp đồng với rapper Justhis.
Ngày 20 tháng 1 năm 2018, label thông báo ký hợp đồng với rapper nữ Jvcki Wai. Label đã phát hành single Hyper Real  để chào đón thành viên mới với sự kết hợp của Jvcki Wai, Swings và Kid Milli. Ngày 14 tháng 3 năm 2018, rapper NO:EL, người đã để lại nhiều dấu ấn trong High School Rapper  tham gia vào label. Label đã phát hành album tổng hợp đầu tay với sự tham gia của tất cả các nghệ sĩ trong công ty, album mang tên IM được phát hành vào ngày 24 tháng 6 năm 2018.
Ngày 25 tháng 10 năm 2019, Jvcki Wai kết thúc hợp đồng với label.
Ngày 26 tháng 1 năm 2020, Swings tuyên bố từ chức CEO của 3 label IMJMWDP (Indigo Music - Just Music - Wedaplugg Records.).Ngày 25 tháng 9 năm 2020, NO:EL kết thúc hợp đồng với label.
Ngày 25 tháng 9 năm 2021, Indigo Music thông báo chào đón thành viên mới là ron. Sau khi gia nhập, anh đã phát hành single Einstein (아인슈타인).
Ngày 15 tháng 9 năm 2022, Indigo Music thông báo kết thức hợp đồng với Justhis.

## Người sáng lập
Swings (Founder | CEO, 2017-2020)

## Nghệ sĩ

### Rapper
- Swings
- Kid Milli
- YANGHONGWON (Young B)
- ron

### Cựu nghệ sĩ
- Jvcki Wai
- NO:EL
- Justhis

## Danh sách đĩa nhạc

### Collaborations
| Collab | Bài hát                    | Ngày ra mắt         | Ref    |
| --- | -------------------------- | ------------------- | ------ |
| Indigo Music x Dingo Freestyle (Giriboy, Kid Milli, No:el, Swings)                                        | Flex                       | 31 tháng 7 năm 2018 | [ 13 ] |
| Indigo Music x Dingo Freestyle (Jvcki Wai, Young B, Osshun Gum, Han Yo-han)                               | Dding                      | 13 tháng 1 năm 2019 | [ 14 ] |
| Giriboy, NO:EL, Black Nut, Young B, Osshun Gum, YUNHWAY, JUSTHIS, Jvcki Wai, Kid Milli, Han Yohan, Swings | IMJMWDP (Prod. By Giriboy) | 21 tháng 2 năm 2019 | [ 15 ] |

### Album
| Năm  | Tên Album                                     | Nghệ sĩ      |
| ---- | --------------------------------------------- | ------------ |
| 2017 | Maiden Voyage Ⅱ                               | Kid Milli    |
| 2017 | 2 MANY HOMES 4 1 KID: Instrumentals & Remixes | JUSTHIS      |
| 2018 | AI, THE PLAYLIST                              | Kid Milli    |
| 2018 | 18'S/S                                        | NO:EL        |
| 2018 | IMNOTSPECIAL                                  | Kid Milli    |
| 2018 | IM                                            | Indigo Music |
| 2018 | Enchanted Propaganda                          | Jvcki Wai    |
| 2018 | DOUBLEONOEL                                   | NO:EL        |
| 2018 | SOkoNYUN                                      | YANGHONGWON  |
| 2018 | 18'F/W                                        | NO:EL        |
| 2018 | Maiden Voyage III                             | Kid Milli    |
| 2019 | Stranger                                      | YANGHONGWON  |
| 2019 | LIFE                                          | Kid Milli    |
| 2019 | IMJMWDP                                       | Indigo Music |
| 2020 | Upgrade IV                                    | Swings       |
| 2020 | BEIGE 0.5                                     | Kid Milli    |
| 2021 | Oboe (오보에)                                 | YANGHONGWON  |

### Singles
| Năm  | Tên bài                            | Nghệ sĩ                              | Đĩa đơn                               |
| ---- | ---------------------------------- | ------------------------------------ | ------------------------------------- |
| 2017 | In the morning (아침에)            | YANGHONGWON                          | In the morning (아침에)               |
| 2017 | Anyway (Prod. By genius Nochang)   | Swings (Feat. JUSTHIS)               |                                       |
| 2017 | Tru Rich                           | JUSTHIS (Feat. ILLINIT)              | Tru Rich                              |
| 2018 | Hyperreal                          | Kid Milli, Jvcki Wai, Swings         | Hyperreal                             |
| 2018 | TEEN TITANS                        | YANGHONGWON                          | TEEN TITANS                           |
| 2018 | Buru Star                          | NO:EL, Kid Milli, Jvcki Wai, Young B | Buru Star                             |
| 2018 | THISISJUSTHIS                      | JUSTHIS                              | THISISJUSTHIS                         |
| 2018 | Credit                             | JUSTHIS & Kid Milli & Swings         |                                       |
| 2018 | TL                                 | YANGHONGWON                          | TL                                    |
| 2018 | Gone                               | JUSTHIS                              | Re: Tired                             |
| 2018 | Omen                               | JUSTHIS                              | Re: Tired                             |
| 2018 | IndiGO Remix                       | Giriboy, The Quiett, Mamison, Swings |                                       |
| 2019 | SUMMER 19'                         | NO:EL (Feat. Jhnovr, Benzamin)       | SUMMER 19'                            |
| 2019 | Shattered Remix                    | NO:EL                                |                                       |
| 2019 | Momo                               | JUSTHIS (Feat. Gary)                 |                                       |
| 2019 | Trash (쓰레기)                     | JUSTHIS, Kid Milli, Young B, Swings  | 쓰레기                                |
| 2019 | Come Back                          | JUSTHIS, Young B, Swings (Feat. Dbo) | 쓰레기                                |
| 2020 | The End                            | YANGHONGWON                          | The End                               |
| 2020 | 999 <3                             | Kid Milli                            | BOY                                   |
| 2020 | BOY                                | Kid Milli                            | BOY                                   |
| 2020 | Sing                               | C JAMM X YANGHONGWON                 | Sing                                  |
| 2020 | That Ain't Real                    | JUSTHIS                              | That Ain't Real                       |
| 2020 | THISISJUSTHIS Pt. II               | JUSTHIS                              | THISISJUSTHIS Pt. II                  |
| 2020 | Bankroll                           | Kid Milli                            | Bankroll                              |
| 2021 | Star                               | JUSTHIS                              | Do Not Go Gentle Into That Good Night |
| 2021 | Quarantine Freestyle               | JUSTHIS (Feat. The Quiett)           | Do Not Go Gentle Into That Good Night |
| 2021 | Sell The Soul (2021 Remix Version) | JUSTHIS                              | Sell The Soul (2021 Remix Version)    |
| 2021 | Einstein                           | ron                                  | Einstein                              |
| 2021 | You                                | JUSTHIS                              | You                                   |
| 2021 | Kitty (Feat. Miyeon ((G)I-DLE)     | Kid Milli, dress                     | Kitty                                 |
| 2022 | SUMMER                             | Kid Milli (Feat. Jay Park)           | SUMMER                                |

## Giải thưởng và đề cử
| Năm  | Giải thưởng           | Hạng mục                  | Tên label/ Tác phẩm                        | Kết quả   |
| ---- | --------------------- | ------------------------- | ------------------------------------------ | --------- |
| 2019 | Korean Hip-hop Awards | Label of the Year         | Indigo Music                               | Đoạt giải |
| 2019 | Korean Hip-hop Awards | Music Video of the Year   | Flex (Giriboy, Kid Milli, Noel, Swings)    | Đề cử     |
| 2019 | Korean Hip-hop Awards | Collaboration of the Year | Flex (Giriboy, Kid Milli, Noel, Swings)    | Đề cử     |
| 2019 | Korean Hip-hop Awards | Collaboration of the Year | IndiGO (Justhis, Kid Milli, Noel, Young B) | Đoạt giải |
| 2019 | Korean Hip-hop Awards | Hip Hop Track of the Year | Flex (Giriboy, Kid Milli, Noel, Swings)    | Đề cử     |
| 2019 | Korean Hip-hop Awards | Hip Hop Track of the Year | IndiGO (Justhis, Kid Milli, Noel, Young B) | Đoạt giải |

## Tours
- INDIGO MUSIC AUSTRALIA TOUR

| Ngày                      | Thành phố | Đất nước | Địa điểm            |
| ------------------------- | --------- | -------- | ------------------- |
| Ngày 20 tháng 12 năm 2018 | Melbourne | Úc       | Max Watts Melbourne |
| Ngày 22 tháng 12 năm 2018 | Sydney    | Úc       | Max Watts Sydney    |

- #IMJM CONCERT

| Ngày                     | Thành phố | Đất nước | Địa điểm        |
| ------------------------ | --------- | -------- | --------------- |
| Ngày 19 tháng 1 năm 2019 | Seoul     | Hàn Quốc | YES24 LIVE HALL |